# Vicq-sur-Breuilh
Vicq-sur-Breuilh település Franciaországban, Haute-Vienne megyében. Lakosainak száma 1327 fő (2022. január 1.). Vicq-sur-Breuilh Château-Chervix, Glanges, Magnac-Bourg, Pierre-Buffière, Saint-Genest-sur-Roselle, Saint-Germain-les-Belles, Saint-Hilaire-Bonneval, Saint-Jean-Ligoure és Saint-Priest-Ligoure községekkel határos.

## Népesség
A település népessége az elmúlt években az alábbi módon változott:
| Lakosok száma | 1363 | 1334 | 1354 | 1324 | 1321 | 1327 | 1327 | 1327 | 1327 |
|               | 2013 | 2015 | 2016 | 2017 | 2018 | 2019 | 2020 | 2021 | 2022 |